# Hermandad Obrera de Acción Católica
La Hermandad Obrera de Acción Católica (HOAC) es una organización española, fundada en 1946 por Guillermo Rovirosa. Sus militantes desempeñaron un papel muy importante en la reconstrucción del movimiento obrero español, siendo decisiva su colaboración en la fundación de la USO y en la formación de las primeras Comisiones Obreras.
La HOAC es parte de la Pastoral Obrera, delegación episcopal para el mundo del trabajo y pertenece también a la Acción Católica, como uno de sus movimientos. Mantiene especiales lazos de unión con la Juventud Obrera Cristiana (JOC), movimiento juvenil dedicado también al mundo del trabajo.

## Historia
La Iglesia católica advirtió en pleno régimen franquista un creciente descontento de las masas por lo que no podía dejar de tener en cuenta las consecuencias que sobrevendrían si su jerarquía continuaba, en su conjunto, apoyando a la dictadura, máxime cuando algunas personalidades católicas, seglares y eclesiásticas, empezaban a diferenciarse del régimen adoptando actitudes críticas para conservar el ascendiente de la Iglesia sobre las masas católicas.
Aparece así a partir de 1946 la Hermandad Obrera de Acción Católica (HOAC), promovida por el laico español Guillermo Rovirosa, siguiendo el mandato de la jerarquía, que aparecía como un embrión de sindicatos de tipo cristiano, independientes del régimen. A través de sus órganos de prensa, como el semanario Tú, criticaban diversos aspectos de la política social de la dictadura y adoptaban posturas liberales. Con todo ello pretendían sentar las bases de un movimiento católico de oposición que pudiera reclamar el derecho a desempeñar un papel dirigente en la vida política española, en caso de caída del franquismo, posibilidad que la Iglesia no excluía.
Además de los cambios económicos y políticos estaba cambiando también la conciencia de los obreros, merced a su propia experiencia, y las masas empezaban a hacer acto de presencia en la vida política española. En la primavera de 1951 se lanzaron a la calle para protestar contra la carestía.
Este era el factor fundamental que había roto la relativa estabilidad y provocado el comienzo de la crisis política del gobierno.
Se ha argumentado en el 2021 durante las conferencias sobre el archivo de Acción Católica en España que la fundación de la HOAC se modeló en las ACLI.  Los militantes obreros cristianos de la Hermandad Obrera de Acción Católica pasaron a desempeñar un papel muy importante en la reconstrucción del movimiento obrero español y su colaboración fue decisiva tanto en la fundación de la USO como en la formación de las primeras Comisiones Obreras (CC. OO.).
En 2012 se manifestó en contra de la reforma laboral aprobada por el gobierno del Partido Popular presidido por Mariano Rajoy, lo que fue desautorizado por el presidente de la Conferencia Episcopal Española, el cardenal Antonio María Rouco Varela.

## Organización
- En la Hermandad Obrera de Acción Católica la célula base es el equipo, en donde se comparte la vida, los bienes, la acción. Cada equipo está formado por entre 5 a 8 militantes, cuyo conjunto forma la comunidad diocesana, que comparte vida, celebración y acción. Los militantes pueden estar ligados o no a parroquias, pudiendo compartir en ellas también la vida de la HOAC y la celebración de la fe.
- Los equipos se agrupan en Diócesis y, en algunos casos, en Zonas, formando el conjunto la HOAC General.
- El órgano supremo de decisión es la Asamblea General de Militantes y en ella todos los militantes participan directamente. Cada uno tiene un voto.
- Asamblea Generales: se realiza cada seis años y asisten todos los militantes de las diócesis.

## Funcionamiento
Cada equipo, así como cada comisión diocesana, se reparte las responsabilidades entre sus miembros. Estas responsabilidades son representación, compromiso, formación, organización y vida comunitaria, animación de la fe y difusión.
Los militantes, en el espacio de los equipos, realizan los planes de formación elaborados por la propia organización, que se dividen en plan inicial, antes de adquirir la militancia, plan básico de formación cristiana, plan básico de formación política y plan de formación permanente.

## Publicaciones
- Ediciones HOAC:[6] Editorial propia a través de la que se ponen en circulación libros con contenido socio-político desde una visión cristiana de la realidad.
- Noticias Obreras:[7] Revista de periodicidad mensual en la que se reflejan las opiniones del movimiento sobre temas de actualidad, completándose por aportaciones de las diócesis acerca de su realidad concreta.
- Tú:[8] Revista de periodicidad mensual de corta extensión, dirigida a la población en general, con contenidos más básicos que noticias obreras.
- Cuadernos y Reflexiones:[9] Se editan en momentos concretos en los que la actualidad obliga a realizar una reflexión concreta con la que dar contenido al quehacer de la HOAC en el mundo obrero.

## Fechas importantes
- 27 de mayo: Día de la HOAC.
- 10 de junio: Día de la Acción Católica y Apostolado Seglar.
- 1 de mayo:  Día de los trabajadores.
- 8 de marzo: Día de la mujer trabajadora.